# Marie van Pruisen (1579-1649)
Marie van Pruisen (Koningsbergen, 23 februari 1579 - Bayreuth, 21 februari 1649) was een prinses van Pruisen en door haar huwelijk met Christiaan van Brandenburg-Bayreuth markgravin van Brandenburg-Bayreuth.

## Leven
Marie was de tweede dochter van hertog Albrecht Frederik van Pruisen en Maria Eleonora van Gulik, dochter van hertog Willem V van Kleef. De prinses groeide op met haar zusters op het Slot van Koningsbergen. Op 29 april 1604 trouwde ze op Kasteel Plassenburg met Christiaan van Brandenburg-Bayreuth. Omdat haar vader geen mannelijke troonopvolgers naliet, ontstond er een dispuut tussen het hertogdom Pruisen en het hertogdom Kleef-Berg en Gulik over Marie's compensatie. In 1613 kreeg Marie de landhuizen in Schreez en Culmbach. Ze gebruikte het inkomen van de landhuizen om Kasteel Unternschreez te vergroten. Marie en haar familie in Franken moesten hun grondgebied verlaten ten tijde van de Dertigjarige Oorlog. De landhuizen werden vernietigd. 
Marie overleed in 1649 en werd begraven in de Stadskerk in Bayreuth. Ze had het hoge altaar in de kerk gedoneerd.

## Kinderen
Marie en Christiaan hadden negen kinderen, van wie er vier de eerste levensjaren volbrachten:
- Maria van Brandenburg-Bayreuth (1609-1680)
- Magdalena Sybilla van Brandenburg-Bayreuth (1612-1687)
- Erdmann August van Brandenburg-Bayreuth (1615-1651)
- George Albrecht van Brandenburg-Bayreuth (1619-1666)